# کاستلتو اوتزونه
کاستلتو اوتزونه (به ایتالیایی: Castelletto Uzzone) یک کومونه در ایتالیا است که در استان کونیو واقع شده‌است.

## خصوصیات
کاستلتو اوتزونه ۱۵٫۱ کیلومترمربع مساحت و ۳۶۷ نفر جمعیت دارد و ۴۲۵ متر بالاتر از سطح دریا واقع شده‌است.